# George Washington Hough
George Washington Hough (1836-1909) fue un astrónomo estadounidense. Nacido en Tribes Hill, Condado de Montgomery, Nueva York.
En 1879 fue nombrado director del Observatorio Dearborn en Chicago. Descubrió varias estrellas dobles así como de varios objetos del catálogo NGC; NGC 3047, NGC 5171, NGC 5191 y NGC 5511, algunos de estos objetos fueron descubiertos colaborando con Burnham.